# Watch Dem Roll
«Watch Dem Roll» (también conocida como «Watch Them Roll») es un sencillo por Sean Paul. IFue elegido originalmente como el primer sencillo del álbum del cantante, Imperial Blaze, pero no apareció en el álbum. Producida por Stephen McGregor (hijo de la leyenda reggae, Freddie McGregor), la canción utiliza el "Tremor" dancehall riddim. La canción puede ser encontrada en el álbum de compilación llamado Reggae Gold 2007. El video musical de la canción se ha filtrado en internet. La canción no logró ingresar a las listas.

## Canciones

### 12" sencillo
1. «Watch Dem Roll»
2. Tremor Version

- Nota: Ambas partes del vinil son iguales.